# Kaksemajärvi
Kaksemajärvi är en sjö i Finland. Den ligger i kommunen Enare i landskapet Lappland, i den norra delen av landet, 1 000 km norr om huvudstaden Helsingfors. Kaksemajärvi ligger 145,8 meter över havet. Den ligger vid sjön Paadarjärvi. Arean är 54,2 hektar och strandlinjen är 5,19 kilometer lång. Sjön  ingår i Pasvik älvs huvudavrinningsområde. 